# Massimo Porrati
Massimo Porrati (Genova, 1961) è un fisico italiano.
Professore di fisica, e un membro del Centro di Cosmologia e Fisica delle particelle all'Università di New York (NYU). Si è laureato alla Scuola Normale Superiore di Pisa con un Diploma di Scienze nel 1985.
È un ricercatore alla sezione INFN di Pisa, in collaborazione con il CERN, prima di unirsi al NYU nel 1992.
Le sue più note ricerche sono nella teoria delle stringhe, supersimmetria e supergravità, Aspetti non perturbativi di stringhe, teoria dei campi quantistici e cosmologia.
Porrati è conosciuto tra l'altro per il suo lavoro sull'alterazione della forza di gravità su grandi distanze e le sue applicazioni al problema della costante cosmologica. Con Gia Dvali e Gregory Gabadadze ha proposto un modello per l'alterazione gravitazionale: modello DGP.